# Kloster Spielberg

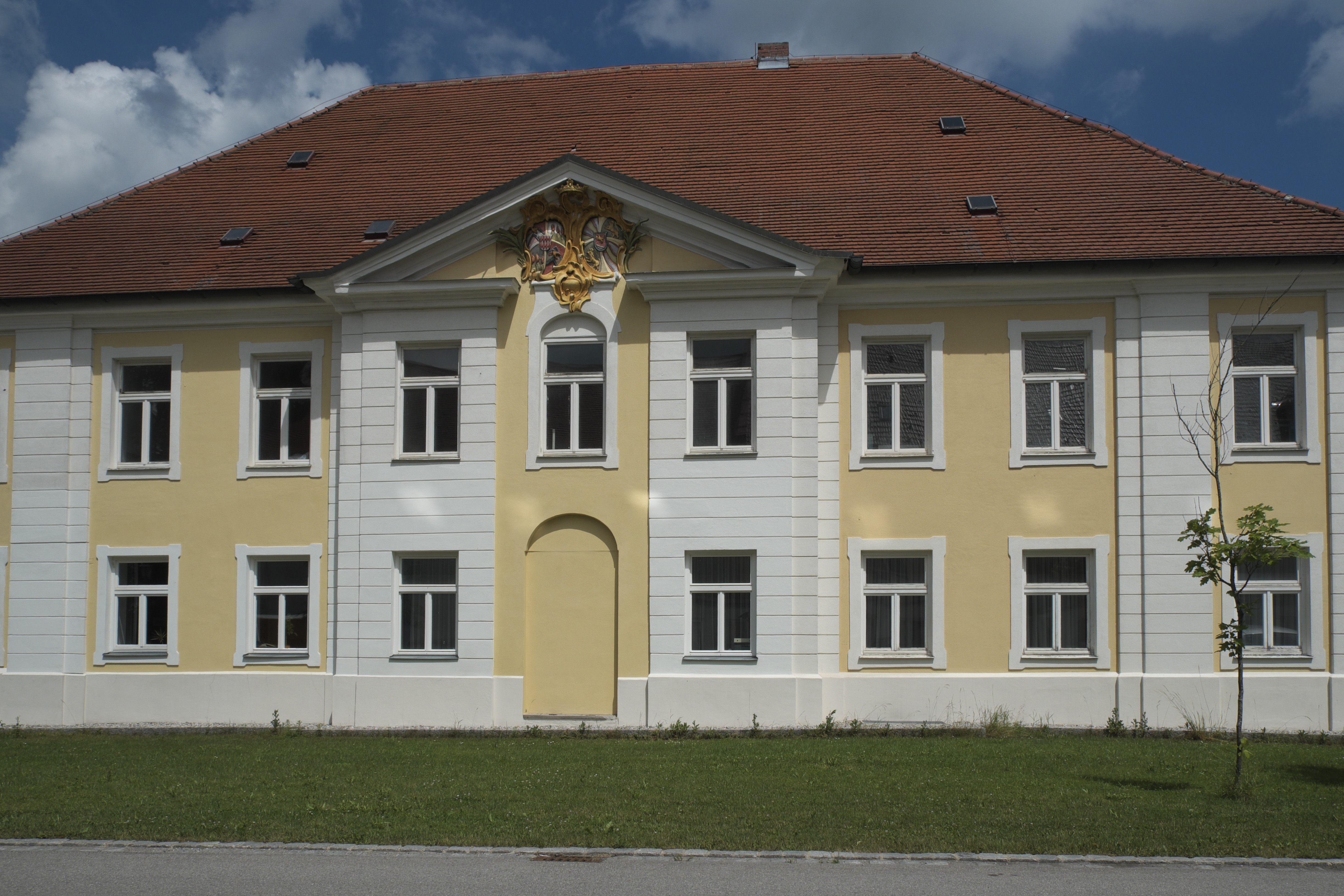
Schloss

Kloster Spielberg ist ein ehemaliges Kloster der Franziskanerinnen in der Gemeinde Oberschweinbach in Oberbayern. Das Kloster war im Schloss Spielberg ansässig.

## Geschichte
Kloster Spielberg steht auf den Überresten einer ehemaligen Burg, deren Ursprung auf das Jahr 1150 zurückgeht. Sowohl der Name des damaligen Adelsgeschlechtes aus dem 12. Jahrhundert als auch der Name der damaligen Besitzer der in der Nähe gelegenen "Glonnburg" (heute Schloss Weyhern) sind infolge des dramatischen Todes der Nachkommen nicht mehr bekannt. Von den Ereignissen zeugt die "Geschichte der drei steinernen Kreuze von Unterschweinbach", die als sogenannte Sühnekreuze im Ort Unterschweinbach aufgestellt worden sind.
Die heutige Schlossanlage, die Sitz einer Hofmark war, wurde 1624 errichtet und um 1750 im Stil des Rokoko umgebaut. 1899 erwarben Franziskanerinnen aus Kloster Reutberg das Schloss von der Familie Giggenbach und richteten eine Kapelle und ein Altenheim ein. 1998 kaufte die Gemeinde Oberschweinbach das Klosterareal auf, die verbliebenen Schwestern gingen nach Reutberg zurück. Heute hat hier die Gemeindeverwaltung von Oberschweinbach und der Abwasserzweckverband Schweinbach-Glonn ihre Räume. Im ersten Stock sind Wohnungen gebaut worden.